# Сальніченко Віталій Миколайович
Віталій Миколайович Сальніченко (нар. 10 серпня 1940, місто Костянтинівка, тепер Донецької області) — український діяч, керуючий тресту «Рубіжанськхімбуд» Ворошиловградської (Луганської) області. Народний депутат України 1-го скликання.

## Біографія
Народився у родині службовців.
У 1957—1958 роках — слюсар Горлівського управління «Хіммонтаж-211» Сталінської області.
З 1958 року — студент Дніпропетровського гірничого інституту.
Закінчив Харківський інженерно-будівельний інститут, інженер-маркшейдер.
У 1963—1964 роках — слюсар Сєверодонецького управління «Спецбуд» тресту «Сєвєродонецькбудмеханізація» Луганської області.
У 1964—1968 роках — майстер, виконроб, старший виконроб Рубіжанського управління «Спецбуд» Луганської області.
Член КПРС з 1967 по 1991 рік.
У 1968—1975 роках — головний інженер, начальник управління «Рубіжанськспецбуд» Ворошиловградської області.
У 1975—1976 роках — начальник будівельно-монтажного управління тресту «Лисичанськспецбуд» Ворошиловградської області.
У 1976—1977 роках — начальник будівельно-монтажного управління «Рубіжанськспецбуд» Ворошиловградської області.
З 1977 року — керуючий тресту «Рубіжанськхімбуд» Ворошиловградської (Луганської) області.
18.03.1990 року обраний народним депутатом України, 2-й тур, 52,54 % голосів, 5 претендентів. Входив до групи «Промисловці». Член Комісії ВР України з питань будівництва, архітектури та житлово-комунального господарства..
З 1994 року — заступник керівника торговельно-економічної місії в складі Посольства України в Російській Федерації, 1-й секретар Посольства України в Російській Федерації.
Потім — на пенсії. 

## Нагороди та звання
- орден «Знак Пошани»
- медалі
- Почесна Грамота Президії Верховної Ради УРСР
- заслужений будівельник Української РСР